# Jeff Brown (Graffitikünstler)
Jeff Brown (* 1958 in New York; † 14. August 2011 ebenda), auch bekannt als King Kase2 und Case2 war ein US-amerikanischer Graffitikünstler und bedeutender Mitwirkender der Hip-Hop-Bewegung. 

## Leben
Er bemalte seinen ersten American Handball Court im Jahre 1973, und bis 1976 hatte er über Fünfzig der bedeutendsten Graffiti auf Züge der New York City Subway gesprüht. 
In den 1980er Jahren machte er seinen „Computer Rock“-Stil bekannt, eine Art Wildstyle, bei der die Buchstaben in einzelne Kästen zerbrochen und verschachtelt sind. Des Weiteren ist er in der Hip-Hop-Dokumentation Style Wars vertreten, die den großen Preis der Jury auf dem Sundance Film Festival im Jahr 1983 erhalten hat. Kase war ein Mitglied der TFP Crew (The Fantastic Partners).
Der selbsternannte King of Style wurde von anderen Graffitikünstlern seiner Zeit für seine natürliche Begabung seiner Kunst bewundert. Seine Bilder auf New-York-City-Subway-Zügen waren kreativ und kunstvoll. Kase verlor seinen rechten Arm bei einem Unfall in der New Yorker U-Bahn, als er 10 Jahre alt war. Er erklärte in der Dokumentation Style Wars, was ihm passiert war: „Es war kein massiv schwerer Unfall, ich wurde nur von Kabeln verbrannt … Elektrokabel, und dann brachten sie mich ins Krankenhaus und mussten amputieren … Weil mein Gewebe und Muskeln schwere Verbrennungen erlitten haben.“
Jeff Brown verstarb am 14. August 2011 im Lincoln Medical und Health Center im Süden der Bronx aufgrund eines Lungenaneurysmas.